# Cuaespinós de l'Orinoco
El cuaespinós de l'Orinoco (Synallaxis beverlyae) és una espècie d'ocell de la família dels furnàrids (Furnariidae).

## Hàbitat i distribució
Habita boscos clars a Veneçuela i Colòmbia oriental.